# Kartolo
Raden Mas Kartolo (décédé le 18 janvier 1949) est un acteur et compositeur indonésien originaire de Yogyakarta. Issu d'une famille noble, il a développé une carrière cinématographique significative dans les années 1930, notamment aux côtés de sa femme, l'actrice Roekiah, qu'il épouse vers 1933. Le couple a collaboré dans plusieurs productions cinématographiques, dont le film emblématique Terang Boelan (1937). Après le décès prématuré de Roekiah en 1945, Kartolo s'installe à Yogyakarta et poursuit sa carrière artistique en travaillant pour la Radio Republik Indonesia jusqu'à sa mort. Son héritage artistique s'est perpétué à travers son fils, Rachmat Kartolo, qui a également embrassé une carrière d'acteur durant les années 1960 et 1970.